# Mustelus lunulatus
Mustelus lunulatus är en hajart som beskrevs av Jordan och Gilbert 1882. Mustelus lunulatus ingår i släktet Mustelus och familjen hundhajar. IUCN kategoriserar arten globalt som livskraftig. Inga underarter finns listade i Catalogue of Life.